# Mangala
Para tribo Aborigine Australiana veja Mangarla
Mangala, na astrologia jyotish, é o planeta Marte, o planeta vermelho. Marte também é chamado de Angaraka em sânscrito. Ele é o Deus da guerra e é celibatário. Ele é dono dos signos de Aries e Escorpião, e um mestre das ciências ocultas (Rucaka Mahapurusha Yoga).